# Huperzia laxa
Huperzia laxa är en lummerväxtart som först beskrevs av Nicaise Auguste Desvaux, och fick sitt nu gällande namn av A. Khokhr.. Huperzia laxa ingår i släktet lopplumrar, och familjen lummerväxter. Inga underarter finns listade i Catalogue of Life.